# Broken Blossoms
Broken Blossoms er en amerikansk stum dramafilm fra 1919 instrueret af D.W. Griffith.

## Produktionsomstændigheder
Broken Blossoms er D.W. Griffiths mest personlige og poetiske film. Filmen er baseret på historien The Chink and The Child fra Thomas Burkes Limehouse Nights (1916) og foregår hovedsageligt i Londons fattige Limehouse District. Filmen er en lavbudget studieproduktion optaget over 18 dage for  United Artists Corporation, som Griffith tidligere i 1919 havde grundlagt sammen med Charlie Chaplin, Mary Pickford og Douglas Fairbanks.

## Filmens budskab
Allerede i filmens anslag betones et af hovedtemaerne. Nemlig at den fredelige, asiatiske, buddhistiske kultur er overlegen i forhold til den angelsaksiske kultur, der er præget af ignorance og brutalitet. Filmen åbnes i en kinesisk havneby, hvor den ene af to mandlige hovedpersoner, en kineser spillet af Richard Barthelmess, tager afsked med sin mentor, hvorefter han uden succes forsøger at stoppe et slagsmål mellem nogle amerikanske sømænd – en mellemtekst påpeger, at dette er normal angelsaksisk adfærd. Her foregribes den handling, der senere kommer til at udspille sig i London, hvortil Barthelmess er på vej med et fredsbudskab. Scenen skifter til Londons slum, hvor vi ser Barthelmess som en ensom, desillusioneret og opiumrygende butiksejer- tilsyneladende knækket af den vestlige kulturs antihumanisme.

## Østens værdier
Et andet sted i Limehouse kvarteret ser vi Battling Burrows (Donald Crisp) sidde og prale om en boksekamp, han har vundet, mens hans manager forsøger at få ham til at stoppe med at drikke og gå på kvindejagt før næste kamp. Burrows personificerer den lavere klasses manderolle i det patriarkalske vestlige samfund, mens hans datter Lucy (Lillian Gish), som vi efterfølgende præsenteres for, personificerer kvinderollen. De kvindelige værdier er her holdt nede, hvilket hovedsageligt illustreres via Burrows ekstremt undertrykkende og brutale adfærd overfor Lucy (filmen er lavet samme år, som kvinderne får stemmeret i USA).
Kineserens værdier er derimod af en mere human karakter, hvilket illustreres i kærlighedsforholdet mellem ham og Lucy. Som det står i en mellemtekst, ser han hendes skønhed, og samtidig dyrker han hendes passion for detaljen. I en sekvens, hvor en forslået Lucy søger tilflugt hos Barthelmess, ser vi, at han iklæder hende en silkekåbe og omgiver hende med blomster og smukke genstande. Krydsklippet med denne sekvens ser vi skud af Burrows, der vinder en boksekamp og efterfølgende triumferer i ringen. Pointen er svær at tage fejl af. Barthelmess er repræsentant for humanistiske værdier modsat Burrows brutalitet. Dette underbygges af klipperytmen, der veksler i tempo fra den rolige harmoni hos kineseren til den accelererende og urolige disharmoni hos Burrows.

## Den romantiske helt
At Barthelmess er en klassisk romantisk helt, erfarer vi i løbet filmen. Ved en tilfældighed opdager en ven af Burrows forholdet mellem Barthelmess og Lucy. At hans datter har et hemmeligt forhold til en mand af en anden race er selvsagt en uhørt krænkelse og reaktionen er barbarisk. Først henter Burrows Lucy hos kineseren, hvor han i et vredesudbrud smadrer hele butikken. Herefter trækker han hende med sig hjem, hvor hun skrækslagen søger tilflugt i et skab. Mens bøddelen trænger sig ind på hende, vender og drejer hun sig panisk i det trange skab – et klaustrofobisk mentalbillede som samtidig eksemplificerer den klaustrofobiske stemning, der præger hele filmen. Efter denne sekvens klippes til et skud af Burrows, der svinger en stor pisk over Lucy, hvorefter der klippes til, at hun ligger livløs på sengen. Den samlede sekvens beskriver filmisk en åndelig og fysisk voldtægt, der efterlader Lucy i den totale ydmygelse. Her føres ondskaben ud i det groteske, og tematisk set handler det ikke længere om kønsroller og kulturforskelle, men ganske enkelt om kampen mellem godt og ondt.
Da kineseren finder sit hjem ødelagt og ser, at Lucy er væk, sortner det for ham. Han tager sin pistol, går over til Burrows hjem og slår ham ihjel. Herefter bringer han Lucys lig med tilbage til butikken og placerer hende på sin seng, der her antager form af et alter. Inden politiet kan gribe ind, begår han selvmord.
Filmens tragiske slutning og Barthelmess´ egenskab af sentimental outsider, der dyrker det æstetiske og begærer den uopnåelige kvinde gør ham til en klassisk romantisk helt. En rolle D.W. Griffith identificerer sig med. Griffith ser således en moralsk overlegenhed i at omgive sig med smukke ting samt sanse og påskønne disse. Kun outsidere og kvinder (samt kunstnere i romantisk forstand) bemærker ifølge filmen disse dyrebare værdier.
Det mest bemærkelsesværdige ved Broken Blossoms er de drømmeagtige sekvenser og den stemningsfyldte mise-en-scene. Sammen med fotografen Billy Bitzer og dennes assistent, Hendrik Sartov, der var ekspert i mood lightning og soft focus, skaber Griffith impressionistiske billeder af et tåget London og røgfyldte opiumshybler, der var enestående for datiden.